# Simulcrypt
Le Simulcrypt désigne un accord commercial et un mode d’échange d'opérations techniques pour le contrôle d'accès entre deux ou plusieurs opérateurs de télévision, afin de permettre à une clientèle donnée d'accéder à leurs offres concurrentes respectives, sans avoir à modifier ni ajouter de récepteurs ou de décodeurs distincts.
Ce principe concerne la télédiffusion analogique (Videocrypt 1 et II) ainsi que numérique (satellite, câble, DSL, TNT...) et plus spécifiquement la norme DVB.
Son alternative "Interface commune" improprement désigné "Multicrypt" est basée sur un équipement spécifique optionnel (cartouche PCMCIA).

## Principes de fonctionnement
Parmi les diverses données numériques véhiculées dans un signal numérique diffusé (DVB), l'opérateur ou éditeur de chaînes ayant choisi le "Simulcrypt", retransmet simultanément les informations relatives aux droits d'accès d'une ou plusieurs chaîne(s) de deux voire plusieurs contrôles d’accès différents en principe incompatibles entre eux. Ainsi, tout récepteur (même concurrent) pourra accéder à l'offre, comme si elle était exploitée par l'opérateur principal.
Le principe du Simucrypt est en vigueur par exemple, pour les réseaux câblés et DSL.
Le Simulcrypt est aujourd’hui opérationnel en France entre tous les opérateurs Bis_Télévisions (anciennement AB Sat), La TV d'Orange (Viaccess) et Canalsat numérique (Mediaguard).

## Avantages et inconvénients
Ce système permet ainsi à une chaîne de diffuser à destination de deux bouquets différents sans avoir à dupliquer sa diffusion, ce qui est plus économique. Pour les industriels (fabricants) le procédé est également économique. Enfin, pour l'abonné ou l'usager le coût du récepteur est tout autant réduit (par rapport au mode "Interface Commune")
La sécurisation du Contrôle d'accès "propriétaire" est mieux supervisée par l'opérateur, ce qui limite les risques de piratage. La plupart des opérateurs préconisent cette formule au lieu de celle de l'Interface Commune.
Pour l'exploitant (opérateur), le coût est sensiblement plus élevé mais bien moins coûteux qu'un double système.
Un accord commercial entre les opérateurs est indispensable pour le mettre en place.